# Municipio de Azoyú
El municipio de Azoyú es uno de los 85 municipios que conforman al estado mexicano de Guerrero, localizado al sur de México, con el número 013.
Azoyú es conocido por ser el sitio de donde proceden dos códices coloniales muy importantes, que permiten el conocimiento de la historia de la región tlapaneca (Lenguas otomangueanas) en aquel tiempo. Estos códices llevan el nombre de Azoyú I y II.

## Toponimia
El origen del nombre de Azoyú —que designa tanto al municipio como a su cabecera municipal— es incierto. Se propone que pudiera provenir del idioma náhuatl, de un vocablo que aproximadamente significa Lugar donde el agua se convierte en lodo. Esto parecería posible en la medida que la región en donde se asienta la población cuenta con algunos ojos de agua.

## Geografía
Azoyú se localiza en el sureste del estado de Guerrero, muy cerca de la frontera con Oaxaca, a 262 kilómetros de distancia de la ciudad de Chilpancingo de los Bravo, que es la capital guerrerense. Limita al norte con San Luis Acatlán; al oriente, con Igualapa y Ometepec; al sur, con el Océano Pacífico, y al poniente con Copala. La superficie del municipio es de 784,6 kilómetros cuadrados. Después de la separación de la parte oeste y sur del Municipio Azoyú, en la cual surgieron los nuevos municipios de Marquelia (2001) y Juchitán (2004) se perdieron los límites con el océano Pacífico y con el municipio de Copala, perdiendo alrededor de 60 % de su territorio original, formando en el oeste un nuevo límite con dichos nuevos municipios: el oeste-noroeste con Marquelia y oeste-suroeste con Juchitán.
A pesar de que posee una salida al mar, el territorio azoyuteco está marcado por la presencia de la Sierra Madre del Sur, que corre paralela a la costa pacífica mexicana. Las máximas alturas del municipio no rebasan los 600 metros de altitud, y la zona montañosa ocupa la tercera parte de la superficie. El relieve está constituido por zonas accidentadas que ocupan el 30% de superficie formada por cerros que miden hasta 600 metros sobre el nivel del mar, localizados en la parte norte del municipio. Otro 40% del territorio constituye el piedemonte de la sierra, y no rebasa los 200 metros de altitud. El resto corresponde a la breve llanura costera del Pacífico. El principal río de este municipio es el Marquelia, pequeña corriente de agua que desemboca en el Pacífico.
Dada la cercanía de Azoyú con la costa del Pacífico, el clima es cálido. Las máximas temperaturas se registran en primavera y verano, cuando el termómetro llega a marcar hasta 36 °C. En los meses más fríos, la temperatura promedio es de 18 °C. Los meses de verano son también los más lluviosos, y el promedio de pluviosidad es de 1200 mm al año. Dado que no es una región excesivamente húmeda, sino por el contrario, es relativamente seca, la flora característica de Azoyú es la selva caducifolia, mezclada con algunas especies como el huizache, característico de las zonas áridas. La variedad faunística es amplia, e incluye varios animales exóticos como la iguana, el jabalí y varias especies de loros.
Azoyú posee suelos aptos para la agricultura, como el chernozem y otros suelos volcánicos.

## Separaciones territoriales del municipio de Azoyú (2001 y 2004)
Hay un antiguo municipio Azoyú, que tenía acceso al océano Pacífico, y un nuevo municipio de Azoyú recortado, sin acceso al océano Pacífico.  Primero se separó en 2001 la parte oeste del territorio, formando el nuevo municipio Marquelia (número 077, Decreto número 413 del 11 de diciembre de 2001). Después se separó otra parte del suroeste, formando el nuevo Municipio de Juchitán (número 080, Decreto número 206 del 5 de marzo de 2004). Con estas separaciones y formaciones de nuevos municipios, el antiguo municipio perdió aproximadamente 60 % de su territorio.

### Población
Conforme al II Conteo de Población y Vivienda realizado por el Instituto Nacional de Estadística y Geografía (INEGI) de 2005, el municipio de Azoyú contaba hasta ese año con un total de 14,429 habitantes, de los cuales, 7,102 eran hombres y 7,327 eran mujeres.
| Población de Azoyú |
|                    |
| Fuente:INEGI       |

En esta tabla se puede ver la reducción de la población municipal entre 2000 y 2005, ya que se separaron en 2001 Marquelia y en 2004 Juchitán, formando nuevos municipios, incluyendo muchas comunidades. Dicha población salió ahora en esta estadística. En total sí hubo un constante incremento de la población en todo el territorio.

### Localidades
En el censo de 2020 el municipio de Azoyú contaba con 45 localidades.
| Código INEGI      | Localidad            | Población (2020) |
| ----------------- | -------------------- | ---------------- |
| 120130001         | Azoyú                | 4 676            |
| 120130049         | Quetzalapa           | 1 798            |
| 120130029         | Huehuetán            | 1 764            |
| 120130004         | Arcelia del Progreso | 1 347            |
| Otras localidades | Otras localidades    | 5 514            |
| Total municipal   | Total municipal      | 15 099           |

## Cronología de presidentes municipales
| Período   | Presidente municipal       |
| --------- | -------------------------- |
| 1961-1962 | David Bautista Priego      |
| 1963-1965 | Salomón Suastegui Apresa   |
| 1966-1968 | Filogonio Justo Graciano   |
| 1969-1971 | Mario Bautista Carmona     |
| 1972-1974 | Emilio Rendón Ramos        |
| 1975-1977 | Tarsicio Estrada Bautista  |
| 1978-1980 | Lauro Justo Herrera        |
| 1981-1983 | Tomás Evaristo Abundis     |
| 1984-1986 | Lauro Justo Herrera        |
| 1987-1989 | Roberto Rodríguez Justo    |
| 1990-1993 | Sabdí Bautista Vargas      |
| 1993-1996 | Lauro Justos Herrera       |
| 1996-1999 | Raúl Evaristo Abundis      |
| 1999-2002 | Tobías Bautista Miranda    |
| 2002-2005 | Consuelo Ivancovichi Muñoz |
| 2005-2007 | José Efrén López Cortés    |
| 2007-2010 | Omar Justo Vargas          |
| 2012-2015 | Luis Justo Bautista        |
| 2015-2018 | Leticia Bautista Vargas    |
| 2018-2021 | José Efrén López Cortés    |
| 2021-2024 | Luis Justo Bautista        |
| 2024-2027 | Luis Justo Bautista        |